# Смит (окръг, Тенеси)
Вижте пояснителната страница за други значения на Смит.
Окръг Смит (на английски: Smith County) е окръг в щата Тенеси, Съединени американски щати. Площта му е 842 km², а населението – 17 712 души (2000). Административен център е град Картидж.